# Martillac
Martillac é uma comuna francesa na região administrativa da Nova Aquitânia, no departamento da Gironda. Estende-se por uma área de 17,03 km². Em 2010 a comuna tinha 3 226 habitantes (densidade: 189,4 hab./km²).